# 20969 Само
20969 Само (20969 Samo) — астероїд головного поясу, відкритий 17 вересня 1979 року.
Тіссеранів параметр щодо Юпітера — 3,351.
Названо на честь Само (†658) — франкського купця (ім'я скоріш за все кельтського походження), імовірно походив із території теперішнього Сану, був князем першої писемно засвідченої слов'янської держави Само.